# Klínové boudy

Němá značka

Klínové boudy (německy Keilbauden) je osada, která tvoří odlehlou luční enklávu v Krkonošském národním parku. Rozkládají se na jižním svahu na louce nad Klínovým potokem ve vzdálenosti 1 km západně od Chalupy Na Rozcestí a 3 km jihovýchodně od horní stanice lanové dráhy Svatý Petr – Pláně. Názvy Klínové boudy a Klínový potok mají údajně svůj původ v historické výrobě dřevěných klínů, které se používaly v blízkých dolech. Většina chat slouží turistům, převážně běžkařům.

## Historie

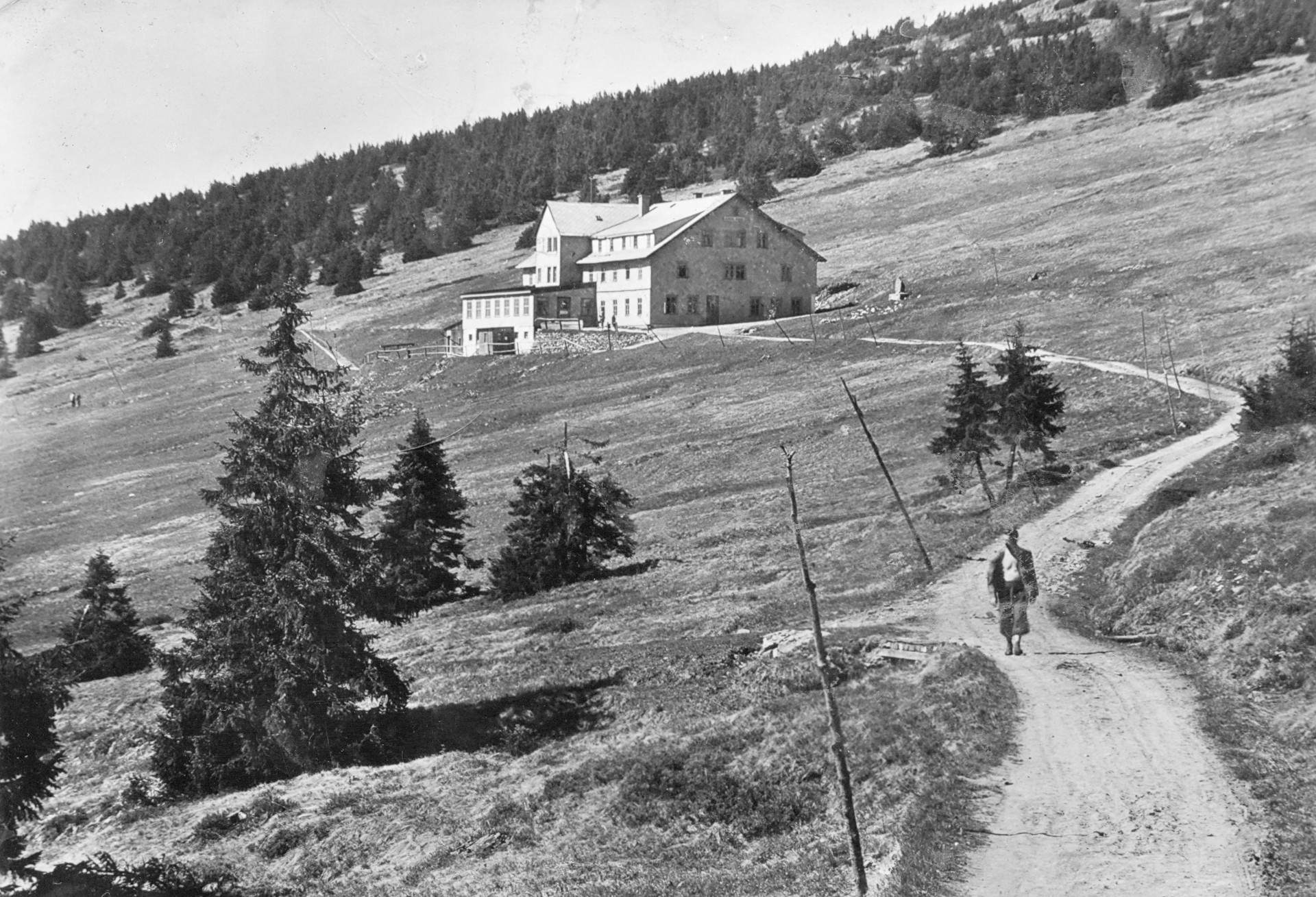
Bývalá Klínová bouda

Většina chat v osadě sloužila historicky jako obydlí a hospodářství zde žijících obyvatel. V době největšího rozkvětu zde žilo několik desítek obyvatel a Klínové boudy byly samostatnou obcí s vlastním starostou. Obyvatelé byli především německé národnosti. Po 2. světové válce se následkem odsunu německých obyvatel enkláva téměř vylidnila. Některé domy se postupně přeměnily na soukromé chaty, některé sloužily jako podniková rekreační zařízení a další se staly majetkem sportovních klubů. Nejvýše položenou chatou byla Klínová bouda, která vyhořela v roce 1970 a nebyla obnovena. Na jejím místě je studánka a zastřešený útulek pro turisty. Nejníže položenou chatou je chata Petráška (1111 m n. m.).
V 70. a 80. letech 20. století byly chaty hodně navštěvovány díky omezeným možnostem cestování do zahraničí a omezeným možnostem sjezdování. V důsledku odstranění těchto omezení po roce 1989 a generační výměny docházelo od roku 1990 k postupnému snižování návštěvnosti.
Klínové boudy byly jedním z posledních neelektrifikovaných míst v Česku. Jedinou chatou napojenou na rozvodnou síť byla bývalá podniková chata Tesly Hloubětín, dnes přejmenovaná na Bouda Klínovka, kam vedl nezkolaudovaný kabel z Chalupy Na Rozcestí. Od roku 2007 byly na rozvodnou síť postupně napojeny všechny chaty, to vše díky Zdeňkovi Jelínkovi.

## Dostupnost
Motorovým vozidlem jsou dostupné od Chalupy Na Rozcestí, kam vede obtížně sjízdná cesta ze Strážného.
Pěší přístup je možný po turistických trasách:
- po  modré turistické značce ze Špindlerova Mlýna.
- po  modré turistické značce ze Friesových Bud.
- po  zelené turistické značce od Boudy Na Pláni.
- po  zelené turistické značce z Pece pod Sněžkou kolem Chalupy Na Rozcestí.
- po  žluté turistické značce z Dolního Dvora přes Hanapetrovu Paseku a Zadní Rennerovky.